# Formel-3-Euroserie-Saison 2004
Die Formel-3-Euroserie-Saison 2004 war die zweite Saison der Formel-3-Euroserie. Insgesamt fanden zehn Rennwochenenden statt. Der Auftakt am 17. April 2004 und das Saisonfinale am 3. Oktober 2004 fanden auf dem Hockenheimring statt. Jamie Green gewann den Meistertitel der Fahrer. Sein Team ASM Formule 3 gewann die Meisterschaft der Teams.

## Reglement

### Technisches Reglement
Es durften nur zugelassene Fahrzeuge der Jahrgänge 2002 bis 2004 teilnehmen. Ein Motorwechsel nach der technischen Abnahme war nicht gestattet und das Mindestgewicht betrug 550 kg plus Fahrer. Der Motor war auf maximal 2000 cm³ Hubraum und vier Zylinder begrenzt und durfte nicht aufgeladen sein. Für die Homologation des Motors waren mindestens 2500 Serien-Exemplare in zwölf aufeinanderfolgenden Monaten erforderlich. Ein Luftmengenbegrenzer mit 26 mm Maximaldurchmesser war vorgeschrieben. Während der laufenden Saison durfte der Motor maximal zweimal straffrei getauscht werden. Der von der FIA vorgeschriebene Katalysator war zu verwenden und Telemetrie war verboten. Der Kraftstoff musste Aral Ultimate 100 von der jeweils vorgeschriebenen Zapfstelle sein.
Jegliche aktive Radaufhängungen waren verboten. Vorgeschriebene Reifen: KUMHO ECSTA S/W 700, vorn 180/550 R 13, hinten 240/570 R 13. Insgesamt waren drei Sätze Slickreifen erlaubt, wohingegen die Anzahl der Regenreifen frei war.
Kraftübertragung: Es waren maximal zwei Antriebsräder und sechs Vorwärtsgänge erlaubt. Automatische Getriebe, Traktionskontrolle und ABS waren verboten.

### Sportliches Reglement
Am Rennwochenende gab es ein 90-minütiges freies Training. Für jedes der zwei Rennen fand ein 30-minütiges Qualifying statt. Die Startaufstellung ergab sich aus dem Ergebnis des Qualifyings. Das Rennen am Samstag ging über 110 km, das Rennen am Sonntag über 80 km.

## Starterfeld
| Team                     | Nr. | Fahrer                  | Chassis   | Motor         | Rennwochenende |
| ------------------------ | --- | ----------------------- | --------- | ------------- | -------------- |
| Prema Powerteam          | 01  | Katsuyuki Hiranaka      | Dallara   | Opel          | 1–10           |
| Prema Powerteam          | 02  | Franck Perera           | Dallara   | Opel          | 1–10           |
| Prema Powerteam          | 26  | Roberto Streit          | Dallara   | Opel          | 1–10           |
| Prema Powerteam          | 41  | Kōhei Hirate            | Dallara   | Opel          | 8, 10          |
| Mücke Motorsport         | 03  | Bruno Spengler          | Dallara   | Mercedes-Benz | 1–10           |
| Mücke Motorsport         | 04  | Robert Kubica           | Dallara   | Mercedes-Benz | 1–10           |
| ASM Formule 3            | 05  | Alexandre Prémat        | Dallara   | Mercedes-Benz | 1–10           |
| ASM Formule 3            | 06  | Jamie Green             | Dallara   | Mercedes-Benz | 1–10           |
| ASM Formule 3            | 27  | Eric Salignon           | Dallara   | Mercedes-Benz | 1–8            |
| ASM Formule 3            | 27  | Adrian Sutil            | Dallara   | Mercedes-Benz | 10             |
| Opel Team KMS            | 07  | Alexandros Margaritis   | Dallara   | Opel          | 1–6            |
| Opel Team KMS            | 07  | Ruben Carrapatoso       | Dallara   | Opel          | 7–10           |
| Opel Team KMS            | 08  | Robert Kath             | Dallara   | Opel          | 1–10           |
| Opel Team Signature-Plus | 09  | Giedo van der Garde     | Dallara   | Opel          | 1–10           |
| Opel Team Signature-Plus | 10  | Nicolas Lapierre        | Dallara   | Opel          | 1–10           |
| Team Rosberg             | 11  | Nico Rosberg            | Dallara   | Opel          | 1–10           |
| Team Rosberg             | 12  | Andreas Zuber           | Dallara   | Opel          | 1–10           |
| Team Ghinzani            | 14  | Philipp Baron           | Dallara   | Mugen-Honda   | 1–10           |
| Team Ghinzani            | 15  | Derek Hayes             | Dallara   | Mugen-Honda   | 9              |
| Team Ghinzani            | 31  | Marco Bonanomi          | Dallara   | Mugen-Honda   | 1–10           |
| TME                      | 18  | Maximilian Götz         | Dallara   | Toyota        | 1–9            |
| TME                      | 19  | Ross Zwolsman           | Dallara   | Toyota        | 1              |
| Swiss Racing Team        | 20  | Fernando Rees           | Dallara   | Opel          | 1              |
| Swiss Racing Team        | 20  | Peter Elkmann           | Dallara   | Opel          | 5–10           |
| Swiss Racing Team        | 21  | Dennis Furchheim        | Dallara   | Opel          | 1–2            |
| Swiss Racing Team        | 21  | Alejandro Núñez         | Dallara   | Opel          | 6–10           |
| HBR Motorsport           | 22  | Daniel la Rosa          | Dallara   | Opel          | 1–10           |
| HBR Motorsport           | 23  | Hannes Neuhauser        | Dallara   | Opel          | 1–10           |
| Team Kolles              | 24  | Adrian Sutil            | Dallara   | Mercedes-Benz | 1–9            |
| Team Kolles              | 24  | Maximilian Götz         | Dallara   | Mercedes-Benz | 10             |
| Team Kolles              | 25  | Tom Kimber-Smith        | Dallara   | Mercedes-Benz | 1–10           |
| Opel Team Signature      | 29  | Loïc Duval              | Dallara   | Opel          | 1–10           |
| Opel Team Signature      | 30  | Gregory Franchi         | Dallara   | Opel          | 1–8, 10        |
| Manor Motorsport         | 34  | Charles Zwolsman junior | Dallara   | Mercedes-Benz | 1–10           |
| Manor Motorsport         | 35  | Lewis Hamilton          | Dallara   | Mercedes-Benz | 1–10           |
| Coloni F3                | 37  | Christian Montanari     | Lola-Dome | Mugen-Honda   | 1–2            |
| Coloni F3                | 38  | Toni Vilander           | Lola-Dome | Mugen-Honda   | 1–2            |
| AB Racing Performance    | 40  | Alexandros Margaritis   | Dallara   | Opel          | 7–10           |

## Rennkalender
Insgesamt fanden zehn Rennwochenenden statt, von denen acht im Rahmenprogramm der DTM ausgetragen wurden. Das Rennen in Magny-Cours fand im Rahmenprogramm der Formel 1 statt und beim Pau Grand Prix waren die Rennen der Formel-3-Euroserie die Hauptveranstaltung. An jedem Rennwochenende wurden zwei Rennen gefahren. Zu jedem Rennen fand ein Qualifying statt.
| Nr. | Datum         | Rennstrecke | Sieger           | Zweiter            | Dritter             |
| --- | ------------- | ----------- | ---------------- | ------------------ | ------------------- |
| 1.  | 17. April     | Hockenheim  | Nico Rosberg     | Alexandre Prémat   | Franck Perera       |
| 2.  | 18. April     | Hockenheim  | Nico Rosberg     | Jamie Green        | Alexandre Prémat    |
| 3.  | 1. Mai        | Estoril     | Alexandre Prémat | Jamie Green        | Nicolas Lapierre    |
| 4.  | 2. Mai        | Estoril     | Eric Salignon    | Jamie Green        | Nicolas Lapierre    |
| 5.  | 15. Mai       | Adria       | Jamie Green      | Katsuyuki Hiranaka | Giedo van der Garde |
| 6.  | 16. Mai       | Adria       | Eric Salignon    | Franck Perera      | Daniel la Rosa      |
| 7.  | 30. Mai       | Pau         | Jamie Green      | Nicolas Lapierre   | Robert Kubica       |
| 8.  | 31. Mai       | Pau         | Nicolas Lapierre | Robert Kubica      | Jamie Green         |
| 9.  | 26. Juni      | Nürnberg    | Lewis Hamilton   | Loïc Duval         | Franck Perera       |
| 10. | 27. Juni      | Nürnberg    | Alexandre Prémat | Jamie Green        | Lewis Hamilton      |
| 11. | 3. Juli       | Magny-Cours | Jamie Green      | Eric Salignon      | Loïc Duval          |
| 12. | 4. Juli       | Magny-Cours | Alexandre Prémat | Nico Rosberg       | Bruno Spengler      |
| 13. | 31. Juli      | Nürburg     | Nico Rosberg     | Jamie Green        | Lewis Hamilton      |
| 14. | 1. August     | Nürburg     | Jamie Green      | Robert Kubica      | Nico Rosberg        |
| 15. | 4. September  | Zandvoort   | Eric Salignon    | Nicolas Lapierre   | Lewis Hamilton      |
| 16. | 5. September  | Zandvoort   | Jamie Green      | Eric Salignon      | Alexandre Prémat    |
| 17. | 18. September | Brünn       | Jamie Green      | Alexandre Prémat   | Franck Perera       |
| 18. | 19. September | Brünn       | Jamie Green      | Alexandre Prémat   | Giedo van der Garde |
| 19. | 2. Oktober    | Hockenheim  | Nicolas Lapierre | Lewis Hamilton     | Charles Zwolsman    |
| 20. | 3. Oktober    | Hockenheim  | Nicolas Lapierre | Jamie Green        | Roberto Streit      |

## Wertungen
Die Punkte wurden in beiden Rennen nach demselben Schema (10-8-6-5-4-3-2-1 Punkte für die ersten acht Piloten und ein Punkt für die Pole-Position) vergeben. Franck Perera gewann den Rookie Cup und Frankreich den Nations Cup.

### Fahrerwertung
| Pos. | Fahrer              | Punkte |
| ---- | ------------------- | ------ |
| 1.   | Jamie Green         | 139    |
| 2.   | Alexandre Prémat    | 88     |
| 3.   | Nicolas Lapierre    | 85     |
| 4.   | Nico Rosberg        | 70     |
| 5.   | Lewis Hamilton      | 68     |
| 6.   | Eric Salignon       | 64     |
| 7.   | Robert Kubica       | 53     |
| 8.   | Franck Perera       | 48     |
| 9.   | Giedo van der Garde | 37     |
| 10.  | Roberto Streit      | 28     |
| 11.  | Bruno Spengler      | 27     |
| 12.  | Loïc Duval          | 22     |

| Pos. | Fahrer                  | Punkte |
| ---- | ----------------------- | ------ |
| 13.  | Alexandros Margaritis   | 18     |
| 14.  | Daniel la Rosa          | 15     |
| 15.  | Katsuyuki Hiranaka      | 9      |
| 16.  | Charles Zwolsman junior | 9      |
| 17.  | Adrian Sutil            | 9      |
| 18.  | Dennis Furchheim        | 5      |
| 19.  | Maximilian Götz         | 3      |
| 20.  | Tom Kimber-Smith        | 2      |
| 21.  | Andreas Zuber           | 0      |
| 22.  | Philipp Baron           | 0      |
| 23.  | Hannes Neuhauser        | 0      |
| 24.  | Robert Kath             | 0      |

| Pos. | Fahrer              | Punkte |
| ---- | ------------------- | ------ |
| 25.  | Marco Bonanomi      | 0      |
| 26.  | Toni Vilander       | 0      |
| 27.  | Christian Montanari | 0      |
| 28.  | Kōhei Hirate        | 0      |
| 29.  | Gregory Franchi     | 0      |
| 30.  | Peter Elkmann       | 0      |
| 31.  | Alejandro Núñez     | 0      |
| 32.  | Ross Zwolsman       | 0      |
| 33.  | Ruben Carrapatoso   | 0      |
| 34.  | Derek Hayes         | 0      |
| 35.  | Fernando Rees       | 0      |

### Teamwertung
| Pos. | Team                     | Punkte |
| ---- | ------------------------ | ------ |
| 1.   | ASM Formule 3            | 290    |
| 2.   | Opel Team Signature-Plus | 122    |
| 3.   | Prema Powerteam          | 85     |
| 4.   | Mücke Motorsport         | 80     |
| 5.   | Manor Motorsport         | 77     |
| 6.   | Team Rosberg             | 70     |
| 7.   | Opel Team Signature      | 22     |
| 8.   | HBR Motorsport           | 15     |

| Pos. | Team                  | Punkte |
| ---- | --------------------- | ------ |
| 9.   | Team Kolles           | 13     |
| 10.  | Opel Team KMS         | 12     |
| 11.  | AB Racing Performance | 6      |
| 12.  | Swiss Racing Team     | 5      |
| 13.  | TME                   | 0      |
| 14.  | Team Ghinzani         | 0      |
| 15.  | Coloni F3             | 0      |